# V Tower
Der V Tower ist ein Hochhaus im Prager Stadtteil Nusle in unmittelbarer Nähe weiterer Hochbauten der Pankrác-Höhe. Es handelt sich um das höchste Wohnhaus in Tschechien.

## Bau
Nachdem das vom Architekten Radan Hubička entworfene Projekt schon längere Zeit geplant war, wechselte der Investor und die Luxemburger Aceur-Gruppe begann nach der Baubewilligung 2015 mit der Errichtung des Hochhauses. Im Februar 2018 war der Bau abgeschlossen. Der Name leitet sich von der Form des Gebäudes ab, der Buchstabe V steht für Victoria und soll Offenheit und Freiheit symbolisieren.

## Auszeichnungen
Der V Tower wurde bei den International Property Awards 2015–2016 in der Kategorie High Rise Architecture ausgezeichnet. Für umweltbewusste Bauweise, Energieeffizienz und intelligente Heiz- und Kühlsysteme erhielt er außerdem als erste Wohnanlage in Europa die Zertifizierung LEED Platinum.